# Université de Washington
Pour les articles homonymes, voir UW.
Ne doit pas être confondu avec Université d'État de Washington, Université George-Washington, Université Washington de Saint-Louis ou Université du district de Columbia.
L’université de Washington (en anglais : University of Washington, UW), surnommée U-Dub par ses étudiants, est une grande université publique de recherche située dans l'État de Washington, au nord-ouest des États-Unis. Son campus principal se trouve à Seattle, dans le quartier d'University District, et ses deux autres campus sont situés à Tacoma et Bothell.
Elle est la plus grande université du nord-ouest des États-Unis et la plus ancienne de l'Ouest américain. Elle est particulièrement réputée pour ses programmes de médecine, d'études internationales, de sciences politiques, d'histoire, d’ingénierie, d’informatique, de sciences de l'information et des bibliothèques, et d’océanographie. Dans les classements nationaux des universités américaines publiés par U.S. News & World Report en 2019 (évaluant des centaines d'universités), elle est classée 2e en médecine (juste derrière l'Université de Californie à San Diego), 6e en informatique, 21e en commerce, 27e en ingénierie et 44e en droit. Dans certains domaines, elle fait donc partie des meilleures universités publiques des États-Unis.
L'Université de Washington est aussi classée 14e mondialement par le Academic Ranking of World Universities (ARWU) en 2019 (également connu sous le nom de classement de Shanghai, un classement prestigieux des meilleures universités mondiales). Elle est assez sélective, avec un taux d'admission de 48,6% (excepté certaines écoles comme celles d'ingénierie, de commerce et de médecine, qui sont plus compétitives).
L'université offre plus de 180 diplômes au niveau bachelor, master et doctorat, qui sont répartis dans une douzaine d'écoles au sein de l'université. C'est dans ses laboratoires que l'on peut trouver le laboratoire de David Baker, auteur entre autres des projets Rosetta@home et Foldit.
L'université fut fondée en 1861 et compte aujourd'hui 42 907 étudiants. Sa mascotte est un husky. La plupart de ses rues et ses chemins tirent leurs noms des comtés de l'État de Washington.
Dans le domaine sportif, les Huskies de Washington défendent les couleurs de l'université de Washington.

## Histoire
C'est en novembre 1861 que l'université commence ses cours, dans l'Olympic Hotel de Seattle. La création de l'université est attribuée au révérend Daniel Bagley, un méthodiste de l'État de Washington. Au début, très peu de diplômes de l'institution étaient de niveau universitaire. La majorité des élèves étaient en age de collège ou de lycée.
Le 21 mai 2001, un incendie détruit les laboratoires, bureaux et archives du Centre d'horticulture urbaine de l'université, entraînant des dommages estimés entre 1,5 $ et 4,1 millions de dollars (voir Attentat à la bombe incendiaire à l'université de Washington). L'incendie détruit vingt ans de recherche et de collections de plantes et de fonds de livres. Le réseau « éco-terroriste » Earth Liberation Front revendique cette action et soutient que l'université pratique des manipulations génétiques sur les peupliers. Mais leurs informations étaient erronées : aucune manipulation génétique n'était pratiquée dans cette université.
Après plusieurs fermetures et un déménagement à un nouveau campus dans Seattle même, l'université grandit. L'expérience des étudiants s'améliora au fil du temps. Aujourd'hui, l'université est une partie importante de Seattle, et son campus est maintenant connu sous le nom de University District. L'UW accueille plus de 45 000 étudiants d'origines très diverses (plus de 15 % des élèves sont internationaux).

## Relations internationales
L'université est membre de l’Université de l'Arctique. UArctic est un réseau international d’universités, d’instituts de recherche et d’organisations ayant pour but de promouvoir, coordonner et soutenir la recherche ainsi que l’éducation en régions arctiques.

## Galerie

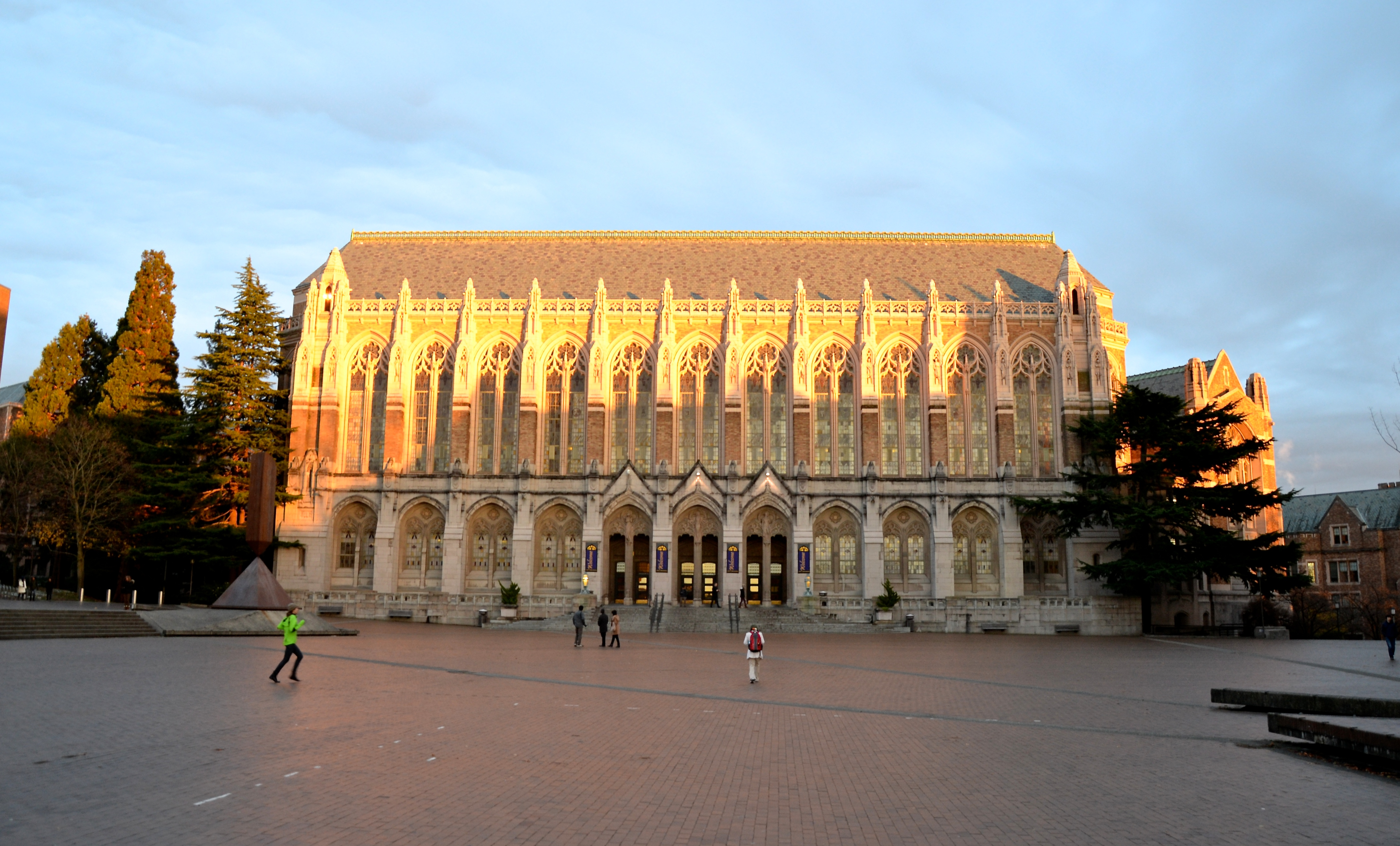
La bibliothèque Suzzallo library, sur la place rouge (red square), au cœur du campus.
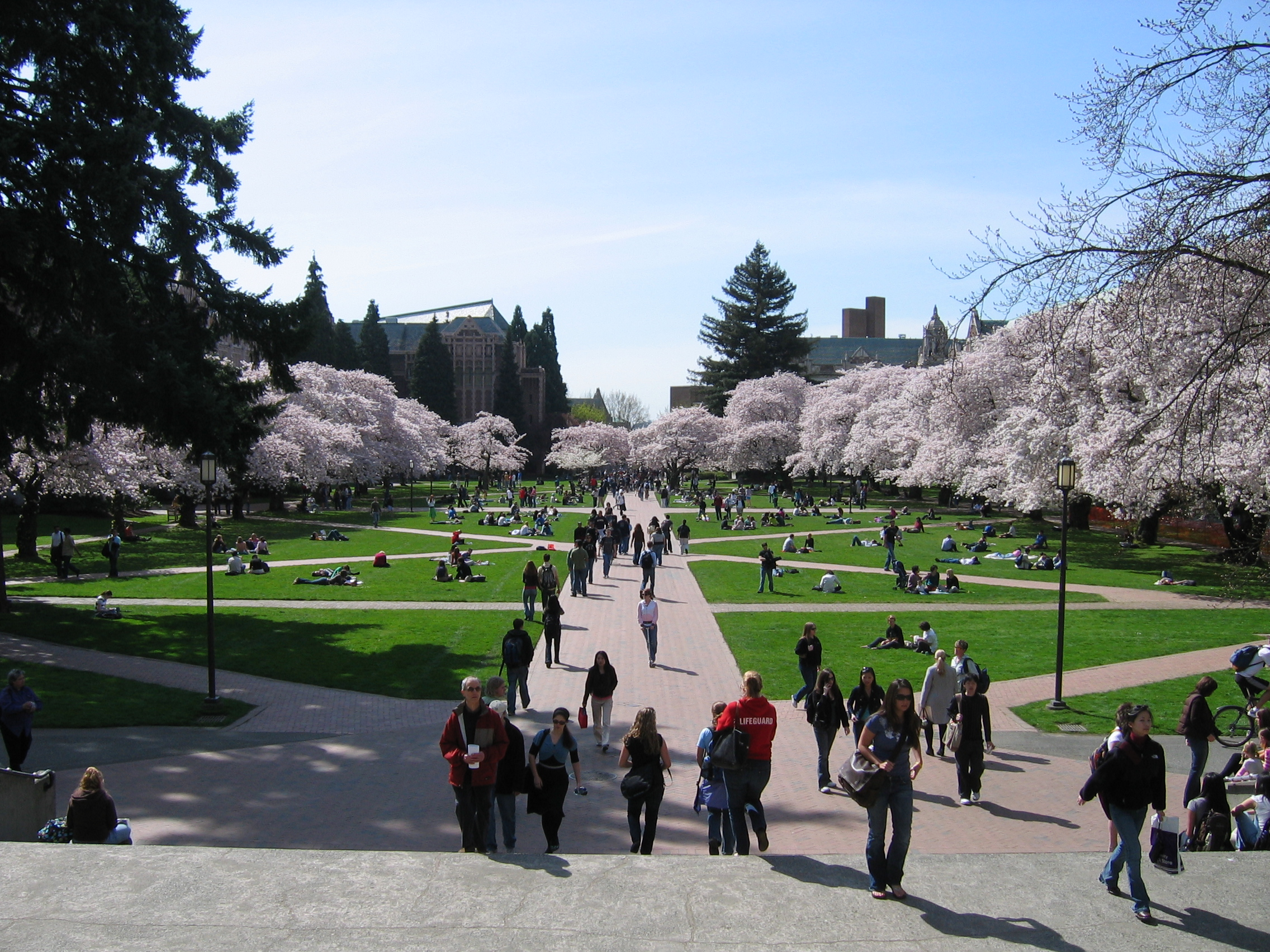
Le quad, grande étendue de pelouse entourée de cerisiers, au centre du campus.

## Personnalités liées à l'université

### Étudiants
- Sid Ahmed Boulil, homme politique algérien
- Edna Mae Burnam, compositrice et éducatrice musicale
- Claude Robert Cloninger, professeur en psychiatrie et génétique
- Myron Prinzmetal, professeur en cardiologie
- Miriam Cnop, médecin belge
- Eloise Giblett, généticienne et hématologue
- Bruce Lee, acteur, réalisateur de films de kung fu
- Warren Moon, joueur de football canadien et football américain
- Kelsey Plum, basketteuse
- Joe Rantz, champion olympique du huit à Berlin
- Nate Robinson, basketteur
- Detlef Schrempf, basketteur allemand
- Kendra Spears, top model et Princesse Aga Khan
- Marilyn Strickland, femme politique
- Isaiah Thomas, basketteur
- Mia Consalvo, professeur en communication
- Emin Gün Sirer, informaticien turco-américain
- Jennie Pegouskie, danseuse et femme mannequin
- Eteni Longondo, ministre de la Santé en République démocratique du Congo
- Catherine Dean May (1914-2004), femme politique